# Haemaphysalis pedetes
Haemaphysalis pedetes este o specie de căpușe din genul Haemaphysalis, familia Ixodidae, descrisă de Harry Hoogstraal în anul 1972. Conform Catalogue of Life specia Haemaphysalis pedetes nu are subspecii cunoscute.